# ズームジャパン
『ズームジャパン』は、NHK Eテレで2023年4月5日から放送されている小学5年生向けの学校放送番組。

## 概要
『未来広告ジャパン!』の後継番組となる小学5年生向けの社会科番組。
番組コンセプトとしては「楽しいCG表現」を取り入れ、「ズームアウト」＝「地図やグラフの確認」と「ズームイン」＝「現場の仕事や働く人の思いを知る」という2つの視点で、子どもたちに対して社会科という科目の苦手意識を無くすことを目的としながら「日本の国土や産業を学ぶ」ものとしている。
レギュラー放送に先立って、パイロット版が2022年夏季休暇期間に2回分が放送された。さらに、2023年に入ってからレギュラー放送に準じたフォーマットで3月までに計10回分が先行放送された。レギュラー放送時はこれらに加えて10回分が追加制作された。このレギュラー放送終了後に4回分が追加制作され特番枠で放送されたため、2024年度のレギュラー放送からは24回シリーズで放送される。

## 出演者
- ミウ - 富田望生[2]
- ショーゴ - 戸田博都
- ナレーター - 屋良有作（レギュラー版より。2022年8月のパイロット版は川野剛稔が担当）

## 放送時間
パイロット版
- 本放送 - 2022年8月8日・15日 16:50 - 17:00
- 再放送 - 2022年12月22日・23日 16:50 - 17:00

レギュラー版と扱うテーマが重複することから、番組公式サイトでは2023年3月下旬に閲覧不可となった。
レギュラー版先行放送
- 2023年1月24日・25日、2月1日・2日 8:35 - 8:45（24日を除き『ピタゴラスイッチ』を差し替えて放送）
- 2023年3月22・23日 9:35 - 9:45
- 2023年3月25日 15:00 - 15:30（3本立て形式）
- 2023年3月27日 2:15 - 2:25（26日深夜）[3]

放送回については放送リストの初回放送日を参照のこと。
レギュラー放送
- 2023年度 水曜日 9:20 - 9:30

隔週更新のため、新作の後は前週分の再放送となる。
上記のレギュラー枠で20回分を放送したのち、以下の日程で4回分の追加制作分を放送。
- 2024年3月10日 14:30 - 14:50（2本立て形式）
- 2024年3月23日 14:00 - 14:20（2本立て形式）

- 2024年度 水曜日 9:30 - 9:40

## 放送リスト

### パイロット版
初回放送日順に記載。
| 回 | サブタイトル             | 初回放送日     |
| -- | ------------------------ | -------------- |
| 01 | 新鮮な魚を食べられるワケ | 2022年08月08日 |
| 02 | 育てる漁業               | 2022年08月15日 |

### レギュラー版
レギュラー放送の放送順に記載。初回放送が未明時間帯となった回は実際の日付に基づいて記載。
| 回 | サブタイトル                                                | 初回放送日     |
| -- | ----------------------------------------------------------- | -------------- |
| 01 | New世界一周事件!? 〜世界のなかの日本〜                      | 2024年03月10日 |
| 02 | 日本一周事件!? 〜日本の国土〜                               | 2023年01月24日 |
| 03 | 引っ越しは突然に…事件!? 〜低い土地のくらし〜                | 2023年01月25日 |
| 04 | 巨大すごろく事件!? 〜あたたかい土地 さむい土地のくらし〜    | 2023年03月22日 |
| 05 | 野菜爆買い事件!? 〜野菜が1年間食べられるわけ〜              | 2023年02月01日 |
| 06 | 消えたお米事件!? 〜米づくりのさかんな地いき〜               | 2023年02月02日 |
| 07 | 米とメガネと博士の憂鬱事件!? 〜米づくりのこれから〜         | 2024年03月10日 |
| 06 | 回る! ミウ寿司事件!? 〜新鮮な魚が食べられるワケ〜           | 2023年03月23日 |
| 09 | ショーゴ 連続ダジャレ事件!? 〜育てる漁業〜                  | 2023年03月27日 |
| 10 | 美食インフルエンサー事件!? 〜これからの食料生産〜           | 2023年03月25日 |
| 11 | 芸術は爆発だ! 事件!? 〜くらしを支える工業製品〜             | 2023年03月25日 |
| 12 | 緊急出動! ミウ パトロール事件!? 〜自動車工業のいま〜        | 2023年09月20日 |
| 13 | ミウ、ムキムキ化計画事件!? 〜日本の中小工場〜               | 2023年10月11日 |
| 14 | おとりよせしまくり事件!? 〜工業生産を支える貿易と運輸〜     | 2023年10月25日 |
| 15 | ミウ、エネルギーゼロ事件!? 〜工業を支える資源・エネルギー〜 | 2024年03月23日 |
| 16 | 社長成り上がり事件!? 〜これからの工業生産〜                 | 2023年11月08日 |
| 17 | お祭りハシゴ事件!? 〜放送局の仕事〜                         | 2023年11月22日 |
| 18 | 恋するコンビニ事件!? 〜情報をいかす販売業〜                 | 2023年03月25日 |
| 19 | 謎のおとどけモノ事件!? 〜情報をいかす運輸業〜               | 2024年03月23日 |
| 20 | ミウ、モンスター化事件!? 〜情報をいかす医療・福祉〜         | 2024年01月10日 |
| 21 | かわいいショーゴにも旅をさせろ事件!? 〜情報をいかす観光業〜 | 2024年01月24日 |
| 22 | どっきりサバイバル事件!? 〜自然災害を防ぐ〜                 | 2024年02月07日 |
| 23 | ミウ、もりモリ事件!? 〜森林とわたしたちのくらし〜           | 2024年02月21日 |
| 24 | 昭和タイムスリップ事件!? 〜環境を守るわたしたち〜           | 2024年03月06日 |